# Albrecht Bruck

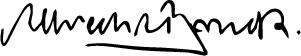
Signatur Albrecht Bruck

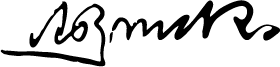
Signatur Albrecht Bruck (kurz)

Albrecht Bruck (* 4. Januar 1874 in Lauban, Schlesien; † 21. März 1964 in Teltow) war ein deutscher Radierer, Kupferstecher und Maler.

## Leben
Albrecht Bruck startete von 1890 bis 1894 in Berlin mit einer Ausbildung zum kartographischen Kupferstecher. Es folgten Studien an der Berliner Kunstakademie bei Hans Meyer, Paul Vorgang, Woldemar Friedrich und Philipp Funk und anschließend bei Eugen Bracht an der Dresdner Kunstakademie. Etwa ab 1900 war er in Berlin als Kunstmaler und Radierer tätig, Während des Ersten Weltkrieges war Bruck als Kartograph im Großen Generalstab tätig. In den 1930er Jahren gehörte er zu einer Künstlerkolonie im damaligen Kuckucksruh, dem heutigen Stahnsdorf-Kienwerder, zu der u. a. auch Herbert Enke, Arthur Hämmerer, Johannes Poesenecker und Klaus Richter gehörten. 1935 verlegte er seinen Wohnsitz von Berlin nach Teltow.
Albrecht Brucks Werk wurde und wird noch heute hauptsächlich durch seine sehr detailliert ausgeführten, an Veduten erinnernde Radierungen von Landschaften und bekannten Bauwerken, wahrgenommen. Diese Radierungen fertigte er nach eigenen sowie nach fremden Vorlagen, etwa nach Thomas Herbst. Neben Berlin und dem Brandenburger Umland war er zeitweise auch in Dresden und Hamburg tätig, hier fertigte er um 1906 für die Commetersche Kunsthandlung die Hamburger Radierungen.
Brucks künstlerische Tätigkeit zu DDR-Zeiten ist leider nicht belegt, die im folgenden Abschnitt aufgeführten Radierungen sind größtenteils in den Jahren von 1900 bis 1940 entstanden.

## Werke

### Radierungen
- Hamburg–Altstadtfleet, –Alter Hof in der Steinstraße, –Altona Kirche, –Bismarckdenkmal, –Blankenese mit Elbe –Panorama, –Deichstrassenfleet, –Fährhaus Uhlenhorst, –Fleet an der Reimerstwiete, –Gängeviertel, –Hamburger Hafen mit Kehrwiederspitze, –Landungsbrücken, –Lombardsbrücke, –Michaeliskirche, –Rathaus, –Rathaus mit Arkaden, –Reimersfleet, –Steckelhörnfleet, –Trostbrücke.
- Berlin–Schloss mit Schlossbrücke –Universität, Braunschweig, Bremen–Marktplatz mit Roland, Breslau–Rathaus, Burg Pfalzgrafenstein, Burg Rheinstein, Danzig–St. Marien –Jopengasse –Krantor, Dresden–Blick über die Elbe auf das Stadtschloss u. die Katholische Hofkirche, Düsseldorf–Rheinuferpromenade, Emden–Das alte Rathaus, Halle a. d. Saale–Markt, Heidelberg–Schloßhof, Hildesheim–Knochenhaueramtshaus –Friedhof am Dom, Köln–Dom –am Rhein, Königsberg–Hafen, Landsberg/Warthe-Warthebrücke -Marienkirche, Leipzig–Burgstraße mit Thomaskirche, Lorelei, Lübeck–Rathaus, Marburg/Lahn, Meersburg, München–Gesamtansicht über die Isar, Neubrandenburg, Nürnberg–Burg –Fünfeckiger Turm –Henkersteg, Oberschlema–Radiumbad, Posen, Potsdam–Schloss Sanssouci –Historische Mühle, Quedlinburg–Schloss und Dom –Finkenherd, Rheinstein bei St. Goar, Rostock–Kröpeliner Tor –Universität –St. Marien –Gesamtansicht, Salzburg und Königsee (Mappe mit 10 Original–Radierungen), Stettin, Trier–Römischer Kaiserpalast, Tübingen–Stiftskirche, Wartburg–Hof –Gesamtansicht, Weimar–Goethe’s Gartenhaus –Goethe’s Arbeitszimmer –Schillerzimmer, Wernigerode (Harz)–Schloss, Wismar–Hafen –Georgenkirche.
- Mappenwerke mit mehreren Künstlern, so Bremen, Jena, Weimar, Mecklenburg, Lübeck (1925, mit Wilhelm Schodde)
- auf der Großen Berliner Kunstausstellung 1914 war er mit der Radierung Heimkehr (nach Thomas Herbst) vertreten.

### Gemälde / Zeichnungen
- Haus im Grünen, Öl/Lwd.[4]
- Wiese mit Heuhaufen im Sonnenschein, Öl/Lwd./Karton (1906)
- Waldrand, Öl/Lwd./Karton (1907)
- Landhaus in Berlin-Lankwitz, Öl/Lwd.
- Fischerhäuser und Boote am Strand von Vitt auf Rügen, Federzeichnungen (1900)